# KSV Veurne
KSV Veurne is een Belgische voetbalclub uit Veurne. De club is aangesloten bij de KBVB met stamnummer 80 en heeft geel, groen en zwart als clubkleuren. De club is een van de oudste clubs van het land, maar speelde al heel haar bestaan in de provinciale reeksen. De thuiswedstrijden worden gespeeld in het Will Tura Sportpark.

## Geschiedenis
De club sloot zich na de Eerste Wereldoorlog aan bij de Belgische voetbalbond en ging er van start in de regionale reeksen. Bij de invoering van de stamnummers in 1926 kreeg men stamnummer 80 toegekend. De club bleef in de regionale en provinciale reeksen spelen.

## Resultaten
| Seizoen | Klasse | Klasse | Klasse | Klasse | Klasse | Klasse | Klasse | Klasse | Klasse | Reeks                                                    | Punten                                                   | Opmerkingen                                              |
|         | I      | I      | II     | III    | IV     | P.I    | P.II   | P.III  | P.IV   |                                                          |                                                          |                                                          |
| ------- | ------ | ------ | ------ | ------ | ------ | ------ | ------ | ------ | ------ | -------------------------------------------------------- | -------------------------------------------------------- | -------------------------------------------------------- |
| 2005/06 |        |        |        |        |        |        | 11     |        |        | Tweede prov. W-Vl. A                                     | 32                                                       |                                                          |
| 2006/07 |        |        |        |        |        |        | 14     |        |        | Tweede prov. W-Vl. A                                     | 31                                                       |                                                          |
| 2007/08 |        |        |        |        |        |        |        | 2      |        | Derde prov. W-Vl. A                                      | 67                                                       |                                                          |
| 2008/09 |        |        |        |        |        |        |        | 4      |        | Derde prov. W-Vl. A                                      | 61                                                       |                                                          |
| 2009/10 |        |        |        |        |        |        |        | 8      |        | Derde prov. W-Vl. A                                      | 48                                                       |                                                          |
| 2010/11 |        |        |        |        |        |        |        | 2      |        | Derde prov. W-Vl. A                                      | 57                                                       | Promotie via eindronde                                   |
| 2011/12 |        |        |        |        |        |        | 5      |        |        | Tweede prov. W-Vl. A                                     | 48                                                       |                                                          |
| 2012/13 |        |        |        |        |        |        | 14     |        |        | Tweede prov. W-Vl. A                                     | 26                                                       |                                                          |
| 2013/14 |        |        |        |        |        |        | 16     |        |        | Tweede prov. W-Vl. A                                     | 9                                                        |                                                          |
| 2014/15 |        |        |        |        |        |        |        | 12     |        | Derde prov. W-Vl. A                                      | 33                                                       |                                                          |
| 2015/16 |        |        |        |        |        |        |        | 13     |        | Derde prov. W-Vl. A                                      | 29                                                       |                                                          |
|         | 1A     | 1B     | 1Am    | 2Am    | 3Am    | P.I    | P.II   | P.III  | P.IV   | Vanaf 2016-17 zijn er 3 nationale en 2 regionale niveaus | Vanaf 2016-17 zijn er 3 nationale en 2 regionale niveaus | Vanaf 2016-17 zijn er 3 nationale en 2 regionale niveaus |
| 2016/17 |        |        |        |        |        |        |        | 8      |        | Derde prov. W-Vl. A                                      | 43                                                       |                                                          |
| 2017/18 |        |        |        |        |        |        |        | 4      |        | Derde prov. W-Vl. A                                      | 52                                                       |                                                          |
| 2018/19 |        |        |        |        |        |        |        | 6      |        | Derde prov. W-Vl. A                                      | 52                                                       |                                                          |
| 2019/20 |        |        |        |        |        |        |        | 1      |        | Derde prov. W-Vl. A                                      | 58                                                       |                                                          |
| 2020/21 |        |        |        |        |        |        | -      |        |        | Tweede prov. W-Vl. A                                     | -                                                        | Competitie geschrapt wegens Covid-19                     |
| 2021/22 |        |        |        |        |        |        | 1      |        |        | Tweede prov. W-Vl. A                                     | 65                                                       |                                                          |
| 2022/23 |        |        |        |        |        | 14     |        |        |        | Eerste prov. W-Vl                                        | 26                                                       |                                                          |
| 2023/24 |        |        |        |        |        |        | 4      |        |        | Tweede prov. W-Vl. A                                     | 48                                                       |                                                          |
| 2024/25 |        |        |        |        |        |        | 2      |        |        | Tweede prov. W.-Vl. A                                    | 59                                                       |                                                          |
| 2025/26 |        |        |        |        |        |        |        |        |        | Tweede prov. W.-Vl. A                                    |                                                          |                                                          |

## Bekende ex-spelers
- Masis Voskanian, transfereerde naar Club Brugge en daarna naar KSV Roeselare